# James Fox (acteur)
William (James) Fox (Londen, 19 mei 1939) is een Engels acteur.
Fox is een zoon van theateragent Robin Fox en actrice Angela Worthington. Hij is een broer van Edward Fox en filmproducent Robin Fox en een halfbroer van Daniel Chatto. Zijn zoon Laurence Fox is ook acteur. Een nicht van Fox is actrice Emilia Fox.
Fox debuteerde in de film The Miniver Story in 1950. Hij vervulde rollen in films zoals The Servant (1963), Those Magnificent Men in Their Flying Machines (1965), King Rat (1965), Thoroughly Modern Millie (1967), Isadora (1968) en Performance (1970). Na een periode van ruim tien jaar waarin hij niet voor films werkte, kwam Fox weer vanaf 1984 terug in de filmwereld.
In de jaren 60 had hij een relatie met actrice Sarah Miles. Fox heeft vijf kinderen en is getrouwd met Mary Elizabeth Piper sedert 1973.

## Selectie van zijn films en tv-optredens
- The Miniver Story (1950) - als Toby Miniver
- The Loneliness of the Long Distance Runner (1962) - als Gunthorpe
- The Servant (1963) - als Tony
- King Rat (1965) - als Peter Marlowe
- Those Magnificent Men in their Flying Machines (1965) - als Richard Mays
- The Chase (1966) - als Jason 'Jake' Rogers
- Thoroughly Modern Millie (1967) - als Jimmy
- Duffy (1968) - als Stephane Calvert
- Isadora (1968) - als Gordon Craig
- Performance (1970) – als Chas
- Greystoke: The Legend of Tarzan, Lord of the Apes (1984) - als Lord Charles Esker
- A Passage to India (1984) - als Richard Fielding
- Absolute Beginners (1986) - als Henley of Mayfair
- The Whistle Blower - als Lord
- The Mighty Quinn (1989) - als Thomas Elgin
- The Russia House (1990) - als Ned
- Patriot Games (1992) - als Lord William Holmes
- A Question of Attribution (1992) (TV) - als Sir Anthony Blunt
- The Remains of the Day (1993) - als Lord Darlington
- Heart of Darkness (film) (1994) - als Gosse
- The Choir (1995) (televisieserie) - als the Dean, Hugh Cavendish
- Gulliver's Travels (1996) - als Dr. Bates
- meisje
- Anna Karenina (1997) - als Karenin
- Jinnah (1998) - als Mountbatten
- Mickey Blue Eyes (1999) - als Philip Cromwell
- Up at the Villa (2000) - als Sir Edgar Swift
- Sexy Beast (2000) - als Harry
- The Golden Bowl (2000) - als Colonel Bob Assingham
- The Lost World (2001) - als Prof. Leo Summerlee
- Cambridge Spies (2003) - als Lord Halifax
- The Prince and Me (2004) - als King Haraald
- Agatha Christie's Poirot - Death on the Nile (2004) (televisieserie) - als Colonel Race
- Marple: The Body in the Library (2004) (televisieserie) - als Colonel Arthur Bantry
- Colditz (2005) - als Lt. Colonel Jimmy Fordham
- Charlie and the Chocolate Factory (2005) - als Mr. Salt
- Absolute Power - The Nation's Favourite (2005) (televisieserie) - als Gerald Thurnham
- Sherlock Holmes (2009) - als Sir Thomas Rotheram (Lord Henry Blackwoods vader)
- 1864 (2014) (televisieserie) - als Lord Palmerston